# Tantilla semicincta
Tantilla semicincta este o specie de șerpi din genul Tantilla, familia Colubridae, descrisă de Duméril, Bibron și Duméril 1854. Conform Catalogue of Life specia Tantilla semicincta nu are subspecii cunoscute.